# ラ・コマンダンテ
ラ・コマンダンテ（La Comandante、1978年4月23日 - ）は、メキシコの女子プロレスラー。メヒコ州エカテペック出身。CMLLにてルーダとして活動。

## 来歴
デビュー当時のリングネームはラ・ナシ（La Nazi）。しかし、その時は1990年代末に一度引退。
引退してから、家具工場で勤務していた。
だが、ピエロー・ジュニアと出会い、ルチャ復帰を決める。La Nazi participated in AAAに参戦し、レイナ・デ・レイナスにもエントリーしたが、ロッシー・モレノに敗れる。
ピエロー・ジュニアがCMLLに移り「ロス・ボリケアス（Los Boriquas）」を結成すると、移籍。
2009年、リングネームをラ・コマンダンテに改名。
2011年に日本で旗揚げされたREINA女子プロレスに派遣される。おなじくCMLLから派遣されているセウシスと組み、REINA世界タッグ王座決定トーナメントにエントリー。1回戦で上林愛貴&沙耶組を退けると、決勝戦でもカナディアン・ニンジャズ（ニコール・マヒューズ&ポーシャ・ペレス）を降し初代タッグ王座を獲得した。
12月6日、メキシコシティでのCMLLにてジュビア&ルナ・マヒカに敗れ王座陥落。
2012年5月13日、後楽園ホールにて堀田祐美子とのカベジェラ・コントラ・カベジェラに挑むが、敗れて髪を刈られてしまう。
2013年10月11日、「BULLET CLUBラテンアメリカ」結成にマネージャーとして参加。
12月22日、空位のCMLL-REINAインターナショナル王座を懸けて朱里と対戦するが、敗れる。来日期間中、ディアナにも参戦するが、突如かつてのライバル堀田率いる「堀田暴走軍」入りへ。6月29日、堀田と組んで雫有希&亜利弥'組を降しREINA世界タッグ王座獲得。

## 獲得タイトル
- REINA世界タッグ王座（パートナーはセウシス→堀田祐美子）